# Vesprim
Vesprim (u hrvatskim izvorima također i Besprim; mađ. Veszprém, njem. Weißbrunn) jedan je od najstarijih gradova u Mađarskoj. Nalazi se 15 km sjeverno od Blatnog jezera i sjedište je istoimene županije. 

## Ime
Mađarsko ime Veszprém potječe od slavenskog osobnog imena Bezprym. Hrvatski ga kalendari u Mađarskoj u međuratnom razdoblju nazivaju Vesprim. Hrvati u ovom gradu ostavili su trag u prezimenu. Kasnijim seobama po Mađarskoj, staro je boravište ostalo biljegom u novoj sredini. Tako je Ivan Antunović zabilježio prezime Besprimac.

## Zemljopisni položaj
Vesprim leži s obje strane rijeke Séda. Udaljen je 110 km od glavnog grada Budimpešte.

## Povijest
Prema legendi, Vesprim je osnovan, poput Rima, na sedam brežuljaka: Várhegy, Benedek-hegy, Jeruzsálem-hegy, Temetőhegy, Gulyadomb, Kálvária-domb i Cserhát. Anonimus, pisar kralja Bele III., spominje kako su na području Vesprima već postojale utvrde kada su Mađari došli na ovo područje. Bile su to franačke utvrde, vjerojatno iz 9. stoljeća. 

## Gradovi partneri
- Bottrop
- Gladsaxe
- Ottignies-Louvain-la-Neuve
- Passau
- Rovaniemi
- Sfântu Gheorghe
- Šibenik
- Tartu
- Tirat Carmel
- Žamberk

## Šport
- KC Veszprém, jedan on najuspješnijih mađarskih rukometnih klubova